# Céu D'Ellia
Celso Lazzetti D'Ellia, mais conhecido como Céu D´Ellia (São Paulo) é um cineasta de animação ítalo-brasileiro, profissional com experiência em todas as áreas da indústria (publicidade, séries, longas, curtas, web, documentários, institucionais, quadrinhos, magistério, artes visuais, direção, produção, design, roteiro).

## Carreira
Começou a carreira profissional em 1979, dirigindo e animando filmes para o setor publicitário brasileiro, onde criou personagens e ilustrações para diferentes campanhas.
Ganhou o prêmio Top de Marketing, em 1988, pelo sucesso dos 128 personagens criados para a campanha de chicletes Ploc Monsters  da Cadbury Adams (80 milhões de unidades vendidas em um único mês). No mesmo ano lançou seu primeiro curta experimental, Adeus (Farewell), que além de diversos prêmios, foi escolhido pelo Festival de Cinema de Clermont-Ferrand, em 2004, como um dos mais importantes curtas brasileiros de todos os tempos.
Mudou-se para Londres em 1989, onde trabalhou como supervisor de animação no longa produzido por Steven Spielberg,  An American Tail: Fievel Goes West, da Universal Pictures - Amblimation (pré-Dreamworks Animation). Foi supervisor de animação na Disney, em 1994-95, em Paris (A Goofy Movie).
Em 2005 fez um estudo de engenharia econômica para demonstrar como a produção de animação no Brasil poderia ser sustentável e lucrativa, e que foi uma das peças principais que motivou a abertura de linhas de crédito e investimento nessa indústria.
De 2009 a 2012, com apoio da Secretaria Municipal de Cultura de São Paulo, criou e dirigiu o estúdio-escola Núcleo Paulistano de Animação (NUPA), para formar profissionais e aprimorar a técnica e a linguagem da animação brasileira.
Em 2013 retomou trabalhos inicialmente publicados na revista Super Eco e lançou o livro em quadrinhos Zu Kinkajú.
Em 2014 o Festival Internacional de Animação do Rio, Anima Mundi, escolheu Céu D'Ellia para ser um dos Artistas Homenageados. Os outros foram Bob Balser (Yellow Submarine) Eric Goldberg (Aladdin) e Guillaume Brothers (Max & Co).
Foi professor convidado no Curso de Cinema da ECA-USP e no Curso de Semiótica da PUC-SP.
Seu mais recente curta-metragem independente foi Love Will Rescue You (2015), um filme sobre escravidão infantil, cuja primeira exibição foi em um seminário sobre tráfico de crianças, nas Nações Unidas, em NYC.
De 2015 a 2017 mora em Nova York onde trabalha na direção de arte dos episódios da série P. King Duckling (Little Airplane & UYoung). A série foi ao ar pela primeira vez na Disney Jr em novembro de 2016 e em dezembro já estava entre os dez shows mais populares para crianças nos EUA.

## Ativismo socioambiental
Céu é apaixonadamente envolvido em responsabilidade socioambiental, retratado em todo o seu trabalho. Com o prêmio Bolsa Vitae em Artes, da Fundação Rockefeller, começou a pesquisar questões ambientais já nos anos 90. Recebeu em 1996 o prêmio Hopes da IUAPPA/IAS, por um conjunto de princípios éticos propostos para as relações entre comunicação de massa, cultura e meio-ambiente. Diversos de seus projetos, a partir daí, passam a ser produzidos seguindo esses princípios, como: O vídeo documentário Expedição Yandú, que trata de sustentabilidade em florestas tropicais (1998), a coleção de livros de educação ambiental Super Eco, Água-Biodiversidade-Equlíbrio (1998-2000) e o estúdio escola NUPA (2009-2012).

## Filmografia
| Ano  | Filme                              |
| ---- | ---------------------------------- |
| 2015 | Love Will Rescue You               |
| 2014 | Kabaré Animado                     |
| 2013 | Bicicletas em São Paulo (Curta)    |
| 2013 | Cena de Amor em São Paulo (Curta)  |
| 2012 | Paulicéia Mário de Andrade (Curta) |
| 2012 | Canta, Ty-etê! (Curta)             |
| 2004 | Dia D                              |
| 1998 | Expedição Yandú (Piloto de série)  |
| 1988 | Adeus (Curta)                      |
| 1986 | Planeta Terra (Curta)              |